# Xifodòntids
Els xifodòntids (Xiphodontidae) són una família de mamífers extints que visqueren a l'Europa occidental durant l'Eocè superior. Se n'han trobat restes fòssils a Catalunya, França, Espanya i el Regne Unit.